# Mochós
Los Mochós' (Mocho) (referidos en fuentes antiguas como motozintlecos) son un pueblo indígena de México originario de los municipios de Motozintla y Tuzantán, en el estado de Chiapas, lugar que han habitado desde la época prehispánica mesoamericana (aproximadamente desde el periodo clásico tardío) hasta la actualidad.

## Idioma
El idioma mochó o Qato'k es una lengua mayense de la rama q’anjob’alana hablada por el pueblo mochó en los municipios de Motozintla y Tuzantán del estado de Chiapas, México. Cuenta con dos variantes: el mocho’ hablado en el municipio de Motozintla y el muchu’ conocido también como tuzanteco hablado en el municipio de Tuzantán. Actualmente es una lengua amenazada, ya que ha pasado de 235 hablantes en 1991 a 106 en 2010, todos ellos mayores de 50 años y bilingües con el español.

## Localización
Los mocho’ habitan en la Sierra Madre Sur de Chiapas, en los barrios de Xelajú Chico, Reforma, Guadalupe y Canoas ubicados en los alrededores de la ciudad de Motozintla, mientras que en el municipio de Tuzantán habitan en varias localidades. En esta región conviven también con otros pueblos indígenas de Chiapas como los mam, los tekos y los kaqchikel, quienes de acuerdo a la cosmovisión mocho’ son en realidad un solo grupo y no ven o hacen diferencia hacia ellos.
La ciudad de Motozintla es atravesada por el río Xelajú (chelajup’) y el arroyo La Mina, estas son las fuentes de agua más importantes para el pueblo mocho’. El clima de la región es templado con abundantes lluvias entre los meses de mayo hasta septiembre, dentro de la misma predominan los bosques templados. 

## Historia
De acuerdo a la tradición oral del pueblo mocho’, un día una plaga de murciélagos atacó a los pobladores de lo que hoy corresponde al poblado de Belisario Domínguez obligando a sus habitantes a huir hasta llegar a poblar lo que actualmente es el municipio de Tuzantán y los alrededores del Cerro de la Campana en los márgenes de la ciudad de Motozintla. En el área se encuentra un sitio arqueológico de pequeñas dimensiones conformado por un montículo de tres metros de altura, lo que evidencia el asentamiento humano en la zona en la época prehispánica, este es el lugar donde llegaron los pobladores huyendo de la plaga de murciélagos. En el sitio, datado en el periodo clásico tardío mesoamericano se han encontrado piezas con figuras alusivas a murciélagos. Se considera que la fundación de Motozintla fue entre los años 1620 con la inauguración de la hacienda de San Francisco, durante este periodo los mochó fueron desplazados a las afueras de la ciudad. Este territorio pertenecía a la Capitanía de Guatemala y su cabecera era la ciudad de Cuilco.

## Fiestas y celebraciones
La fiesta más importante para el pueblo mocho' es la celebración anual en honor a San Francisco, el proceso ritual de la celebración inicia el 30 de septiembre y finaliza con una misa el día 10 de octubre, durante este periodo se presentan distintas danzas, se preparan platillos tradicionales y se realizan rezos en los que participa toda la comunidad.
Los mocho' se reúnen en un centro cultural en la ciudad de Motozintla conocido como la Casa Mochó o N’aj Mocho’, donde se organizan la fiesta de San Francisco, danzas tradicionales, se toca música tradicional de marimba y se imparten clases de idioma mocho’.

## Gastronomía
La gastronomía mochó se basa principalmente en el consumo de maíz, trigo y frijol, preparados en distintos platillos tradicionales. Viven del cultivo del maíz, café y el cacao, aunque esta actividad la realizan mayoritariamente para su autoconsumo. 

### Puzunque
El puzunque (puzunke) es una bebida tradicional del pueblo mocho’ elaborada a base de masa de maíz cocido, jengibre, chile y cacao. La preparación de esta bebida está a cargo de dos mujeres ancianas que tienen la tarea de coordinar y cuidar el trabajo de otro grupo de mujeres que se encargan de preparar y servir la bebida. Unos días antes se elabora un preparado conocido como “el sabor del puzunque". Esta bebida se consume únicamente en la celebración de la fiesta en honor a San Francisco a manera de ritual.

## Música
Como otros pueblos indígenas de Chiapas, su principal instrumento musical es la marimba tradicional, también tocan otros instrumentos como el tun, el tambor, la guitarra y la chirimía.